# Bourg-Fidèle
Bourg-Fidèle ist eine französische Gemeinde mit 829 Einwohnern (Stand: 1. Januar 2022) im Département Ardennes in der Region Grand Est (bis 2015 Champagne-Ardenne). Sie gehört zum Arrondissement Charleville-Mézières, zum Kanton Rocroi und zum Gemeindeverband Vallées et Plateau d’Ardenne. Die Einwohner werden Bourquins genannt.

## Geografie
Bourg-Fidèle liegt im 2011 gegründeten Regionalen Naturpark Ardennen. Umgeben wird Bourg-Fidèle von den Nachbargemeinden Rocroi im Norden und Westen, Les Mazures im Osten, Harcy im Süden sowie Le Châtelet-sur-Sormonne im Südwesten.

## Bevölkerungsentwicklung
| Jahr                      | 1962 | 1968 | 1975 | 1982 | 1990 | 1999 | 2006 | 2011 | 2016 |
| Einwohner                 | 794  | 778  | 663  | 700  | 732  | 771  | 819  | 860  | 866  |
| Quelle: Cassini und INSEE |      |      |      |      |      |      |      |      |      |

## Sehenswürdigkeiten
- Kirche Saint-Martin aus dem 19. Jahrhundert

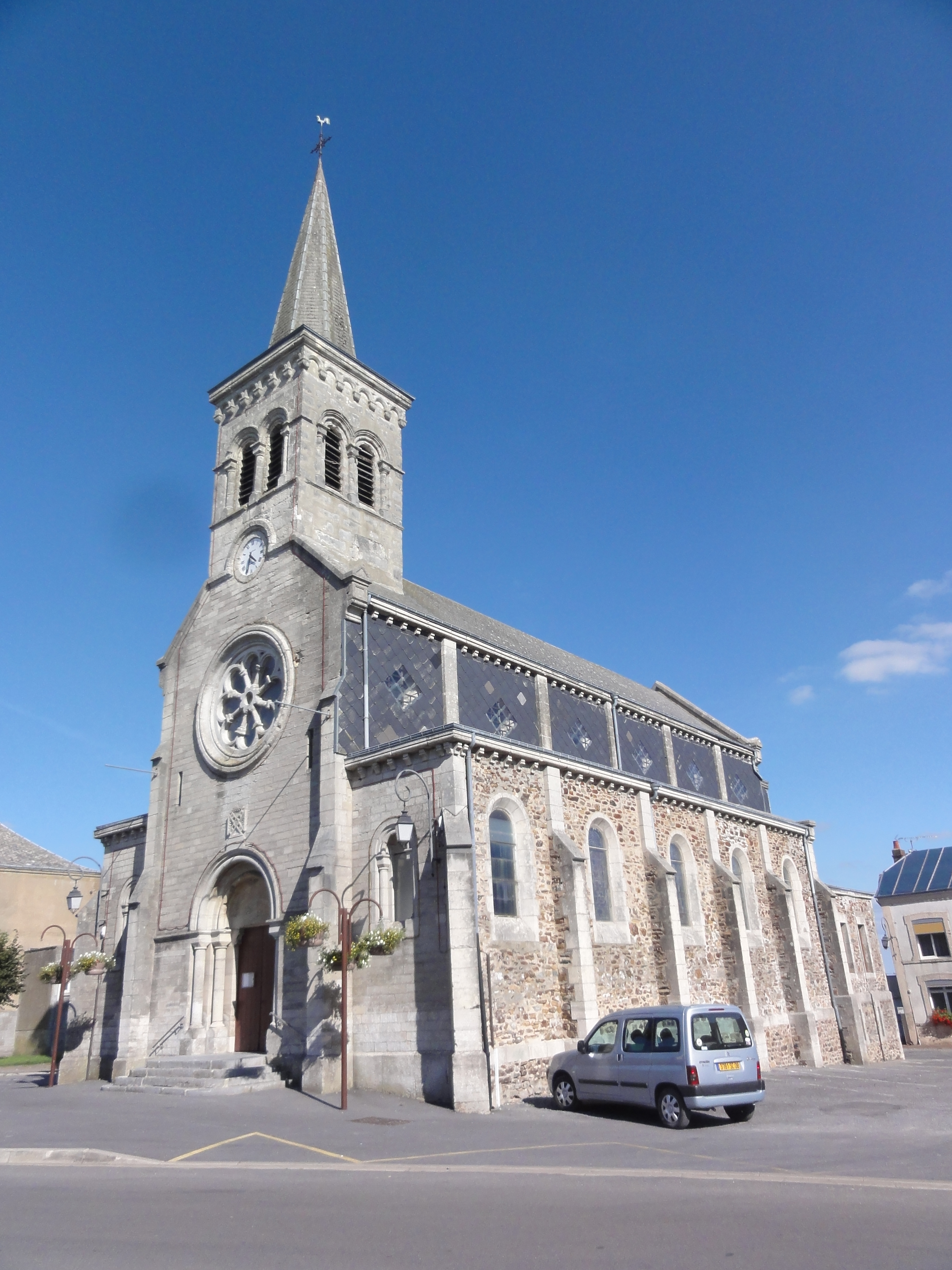
Kirche Saint-Martin